# Формаков, Арсений Иванович
Арсений Иванович Формаков (15 марта 1900, Либава Российская империя (ныне Лиепая Латвия) — 7 марта 1983, Рига) — русский поэт, прозаик, переводчик.

## Биография
В 1916 году, находясь в эвакуации в Великих Луках, окончил реальное училище. Поступил в Институт инженеров железнодорожного транспорта в Петрограде, но в связи с революционными событиями его не окончил и в 1919 году вернулся в Латвию.
Жил в Даугавпилсе, закончил педагогические курсы и с 1920 года учительствовал. Был председателем культкомиссии Совета старообрядческих соборов в Латвии.
Редактировал газету «Двинский голос» («Наш двинский голос», «Наш даугавпилский голос»). Входил в состав латвийского издания «Наш огонек». (Еженедельный художественно-литературный журнал. Ред.-изд. В. Васильев-Гад ал и н. 1924-26. С № 5 " изд. И. А. Шиф. Основн. сотрудники: К. Бальмонт, Л. Блюмберг, П. Булыгин, В. Вячеславский, Ю. Галич, А. Задонский, Н. Истомин, Ив. Коноплин, А. Перфильев, И. Сабурова, В. Третьяков, А. Формаков, В. Ховин, М. Цвик-Миронов, Е. Шкляр).
В 1927 побывал в СССР как турист-гражданин Латвии. Впечатления о поездке описал в очерке, опубликованном в «Числах» (1933, 7/8).
После присоединения Латвии к СССР в июле 1940 года был арестован. Почти год находится в Двинской тюрьме. В июне 1941 этапирован в Канск Красноярского края. Ссыльный (1940—1947). Срок заключения 7 лет, отбыл в декабре 1947 года, вернулся в Ригу.
В сентябре 1949 вновь был арестован, осуждён на 10 лет. Заключение отбывал в Тайшете, потом в Иркутской области и в Омске. Освободился в 1953; реабилитирован в августе 1955 года.
После возвращении печатался главным образом в латвийских изданиях «Ригасс Балсс», «Советская Латвия», «Советская молодежь», альманах «Парус», переводил поэзию и прозу латышских авторов.
Назван А. Солженицыным в числе свидетелей «Архипелага ГУЛАГ».

## Творчество
Дебютировал как поэт в 1922 году. Первый сборник стихов «Вечера прошлого» вышел в Риге в 1925; второй сборник «В пути» (Двинск, 1926), третий — «Встреча. Стихи 1926—1932» (Даугавпилс, 1934).
Свои стихи печатал в рижских журналах «Наш огонёк», «Перезвоны», в газетах «Сегодня», «День», «Слово», «Двинский голос», «За Свободу!».
Роман «Наша юность» о событиях гражданской войны опубликован в 1931 году в Риге. О поездке в СССР написал второй роман «Фаина» (Даугавпилс, 1938).